# Ulrike Frank
Pour les articles homonymes, voir Frank.
Ulrike Frank est une actrice allemande née le 1er février 1969 à Stuttgart en Allemagne.

## Biographie
Ulrike Frank est surtout connue pour son rôle de Katrin Flemming dans la série Au rythme de la vie (Gute Zeiten, schlechte Zeiten).

## Filmographie
- 1997 : Park Hotel Stern (série télévisée) : Frau Kessler
- 1998 : Balko (série télévisée) : la créatrice de costumes
- 1998 : Zerschmetterte Träume - Eine Liebe in Fesseln (téléfilm) : Rita
- 1998 : Verbotene Liebe (série télévisée) : Janine Meiser la vendeuse (2 épisodes)
- 1998 : SK Babies (série télévisée) : secrétaire Deterin
- 2000 : Großstadtträume (série télévisée) : Tina Zimmermann (9 épisodes)
- 1999-2000 : Mallorca - Suche nach dem Paradies (série télévisée) : Julia Breuer (147 épisodes)
- 2001 : Kleiner Mann sucht großes Herz (téléfilm) : Vivian Haeffner
- 2002 : Hinter Gittern - Der Frauenknast (série télévisée) : Frau Gericke (5 épisodes)
- 2005 : Emilia : Comtesse Orsina
- 2006 : GZSZ Inside - Highlights, Stars und vieles mehr (téléfilm) : Katrin Flemming
- 2007 : Der Mustervater 2 - Opa allein zu Haus (téléfilm) : Regine Schaffrath
- 2007 : SOKO Wismar (série télévisée) : Brünette
- 2008 : Un cas pour deux (série télévisée) : Michaela Weiss
- 2008 : En quête de preuves (série télévisée) : Silvia Kreibig
- 2009 : Brigade du crime (série télévisée) : Sabrina Karstens
- 2009 : Mein Mann, seine Geliebte und ich (téléfilm) : Susanne, la réceptionniste
- 2009 : Soko brigade des stups (série télévisée) : Ricarda Rickenbach
- 2018 : Bettys Diagnose (série télévisée) : Susanne Krug
- 2000-2019 : Au rythme de la vie (Gute Zeiten, schlechte Zeiten) (série télévisée) : Katrin Flemming / Katrin Flemming-Gerner / Tina Zimmermann (649 épisodes)